# Білл Варвік
Білл Варвік (англ. Bill Warwick, 17 листопада 1924, Реджайна — 3 жовтня 2007) — канадський хокеїст, що грав на позиції крайнього нападника.
Білл один з трьох братів Діка та Гранта, які грали одночасно в хокей. 

## Ігрова кар'єра
Професійну хокейну кар'єру розпочав 1942 року. Білл виступав здебільшого за команди нижчих ліг.
У 1942 та 1944 захищав кольори команди «Нью-Йорк Рейнджерс».
Виступав за збірну Канади, зокрема на чемпіонаті світу 1955 року в переможному матчі 5–0 проти збірної СРСР Варвік відзначився двома голами.

## Нагороди та досягнення
- Чемпіон світу — 1955.
- Найкращий нападник чемпіонату світу — 1955.

## Інше
Після завершення хокейної кар'єри відкрив у Едмонтоні власний ресторан.